# Hydrodésulfuration

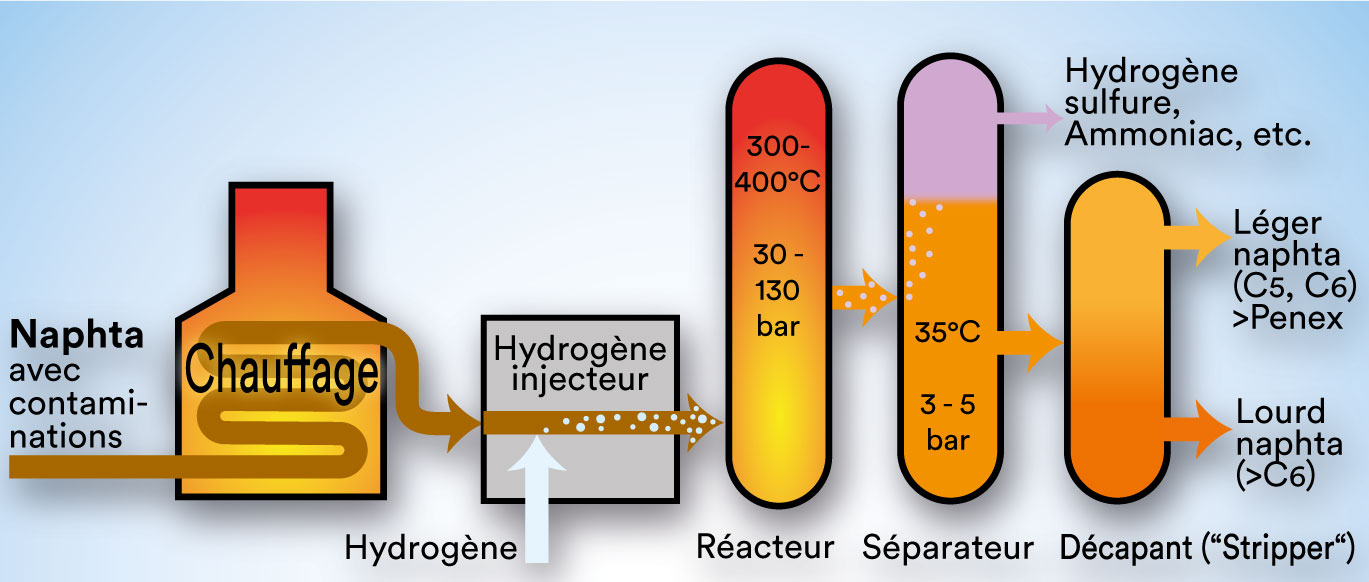
Hydrodésulfuration

L'hydrodésulfuration est un procédé utilisé dans le raffinage du pétrole pour enlever le soufre contenu dans les fractions moyennes de type essence, kérosène, gazole léger ou gazole moyen. Ce soufre est en effet à l'origine d'une pollution non négligeable : il forme lors d'une combustion du dioxyde de soufre (SO2), qui participe notamment à la formation des pluies acides. De plus, le soufre est un poison pour les catalyseurs utilisés dans les différentes étapes du raffinage du pétrole.
L'opération se fait en présence de dihydrogène pour former du sulfure d'hydrogène (H2S). L'hydrodésulfuration s'effectue généralement sur un lit catalytique, dans des conditions de haute pression (entre 10 et 200 bar), et de haute température (entre 280 °C et 400 °C). Les catalyseurs sont généralement à base de cobalt et de molybdène. 